# Мисси-сюр-Эн
Мисси́-сюр-Эн (фр. Missy-sur-Aisne) — коммуна во Франции, находится в регионе Пикардия. Департамент коммуны — Эна. Входит в состав кантона Фер-ан-Тарденуа. Округ коммуны — Суасон.
Код INSEE коммуны — 02487.

## Население
Население коммуны на 2010 год составляло 684 человека.
| 1962 | 1968 | 1975 | 1982 | 1990 | 1999 | 2010 |
| ---- | ---- | ---- | ---- | ---- | ---- | ---- |
| 297  | 320  | 384  | 522  | 597  | 667  | 684  |

## Экономика
В 2010 году среди 502 человек трудоспособного возраста (15—64 лет) 336 были экономически активными, 166 — неактивными (показатель активности — 66,9 %, в 1999 году было 70,5 %). Из 336 активных жителей работали 300 человек (165 мужчин и 135 женщин), безработных было 36 (22 мужчины и 14 женщин). Среди 166 неактивных 41 человек были учениками или студентами, 63 — пенсионерами, 62 были неактивными по другим причинам.